# Гвінео-Конголезька область

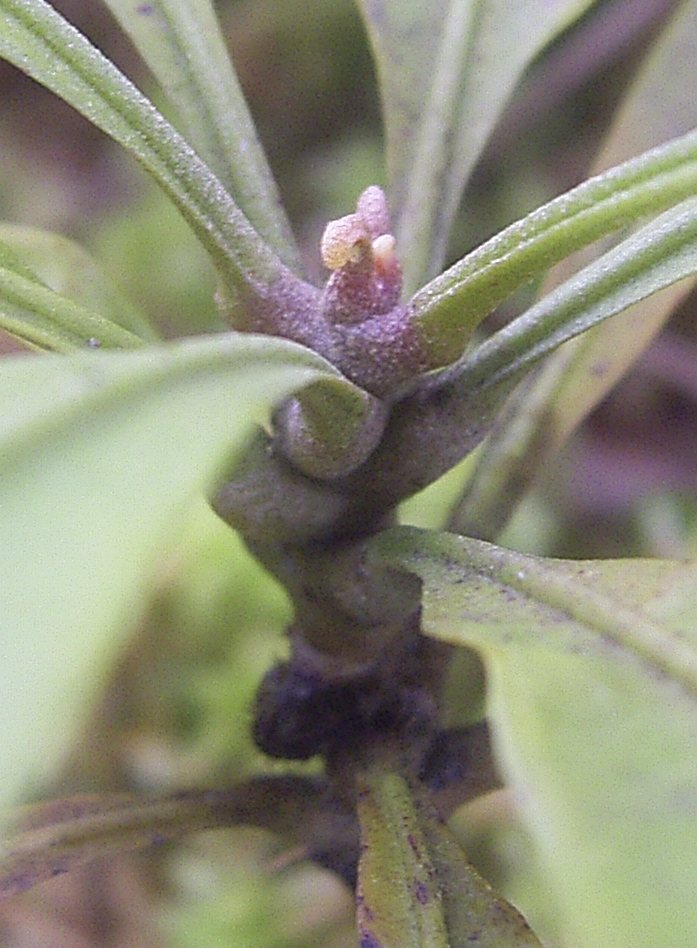
Triphyophyllum peltatum з родини Dioncophyllaceae

Гвінео-Конголезька область, або Західно-Африканська область дощових лісів тягнеться від Гвінеї до Камеруну, Габону і басейну річки Конго (Заїр). Належить до Палеотропічного флористичного царства Африканське підцарство.
Флора цієї області дуже багата. У ній декілька ендемічних  родин (Dioncophyllaceae, Scytopetalaceae, Octoknemaceae, Medusandraceae, Hoplestigmataceae), багато ендемічних родів і дуже велике число ендемічних  видів.